# Acunaeanthus
Acunaeanthus là một chi thực vật có hoa trong họ Thiến thảo (Rubiaceae).

## Loài
Chi Acunaeanthus gồm các loài: